# Friends in Deed
Friends in Deed is de twaalfde aflevering van het achtste seizoen van het tienerdrama Beverly Hills, 90210, die voor het eerst werd uitgezonden op 3 december 1997.

## Plot
Kelly is aan een nieuwe baan begonnen, in een gezondheidscentrum waar mensen met weinig geld medisch geholpen kunnen worden. Daar maakt ze kennis met de dokter die daar de mensen helpt. Op het eerste oog is ze gecharmeerd door hem omdat hij zich zo belangeloos instelt. Als ze aangeeft dat ze last heeft van een stijve schouder biedt de dokter aan om haar schouder te onderzoeken. In de spreekkamer geeft hij haar een massage aan de schouder om het losser te maken maar Kelly voelt zich niet op haar gemak omdat hij haar behaband omlaag doet en ze maakt een eind aan de massage en loopt weg. Kelly overlegt over dit voorval met Brandon en die vertelt haar dat zij het verkeerd gezien kan hebben en dat hij een goede reputatie heeft, Kelly denkt dat ze het verkeerd begrepen kan hebben en wil het laten rusten. Ondertussen attendeert ze Brandon op een columniste die erg goede verhalen schrijft in verschillende kranten. Ze overtuigt Brandon om met haar te praten of zij ook wil schrijven voor de Beverly Beat (de krant van Steve en Brandon). Brandon maakt een afspraak met haar en het klikt meteen tussen hen. Emma, de columniste, is zeer onder de indruk van Brandon en dat laat ze hem ook blijken. Brandon vertelt haar dat hij een relatie heeft en weerstaat voorlopig haar avances.
Donna en Noah maken samen ontbijt klaar als Felice langskomt. Ze schrikt ervan hen samen te zien en vraagt aan Donna wat ze aan het doen is en waar David is. Felice is nog niet op de hoogte dat het uit is tussen Donna en David en denkt dat Noah niets voor haar is omdat hij bij Felice als een arme jongen overkomt. Donna vraagt Felice om zich hier niet mee te bemoeien en haar een beetje vertrouwen te geven. Nu Noah de After Dark heeft gekocht en David zich teruggetrokken heeft, is hij genoodzaakt om de club zelf te gaan runnen. Valerie ruikt haar kans en vraagt Noah om haar aan te nemen als manager. Noah wijst haar af en gaat zelf de club runnen. Dit loopt helemaal in het honderd en Noah gaat toch overstag om Valerie aan te nemen, dit tot ergernis van Donna die haar nog steeds niet vertrouwt. Felice wil de boot verkopen van de familie en dit gebeurt door middel van een veiling. Tijdens het bieden komt Noah aanlopen en biedt ook mee, Felice denkt dat dit een grap is en wordt boos op hem. Later blijkt dat hij dit kan betalen en dan snapt Felice er helemaal niets meer van. Donna legt het haar uit dat hij veel geld heeft.
Nu David zonder werk zit, is hij genoodzaakt rond te kijken voor een baan. Hij wordt aangenomen als verkoper in een kledingwinkel. Donna wil met hem praten over Noah maar David maakt haar snel duidelijk dat dit nog te veel pijn doet omdat hij nog steeds van haar houdt. David praat met Valerie over het mislopen van zijn relatie en zij oppert het idee om net te doen alsof zij en David met elkaar iets krijgen om Donna jaloers te maken. David wil dit wel proberen en gaat akkoord.
Steve en Carly hebben het moeilijk om een plekje te vinden om alleen te kunnen zijn. Uiteindelijk komen ze bij haar huis uit waar niemand zou moeten zijn. Als ze binnen lopen, zien ze haar moeder zitten met een vreemde man. Carly hoort nu dat de man de vriend is van haar moeder en dat ze verliefd zijn. De man heeft een huis in Arizona en zij willen daarnaartoe. Dit valt koud op het dak bij Carly omdat haar moeder regelmatig oppaste op Zach zodat zij kan werken. Carly denkt dat dit tot problemen leidt wat het oppassen betreft maar Steve belooft haar dat hij haar zal helpen met dit probleem.

## Rolverdeling
- Jason Priestley - Brandon Walsh
- Jennie Garth - Kelly Taylor
- Ian Ziering - Steve Sanders
- Brian Austin Green - David Silver
- Tori Spelling - Donna Martin
- Tiffani Thiessen - Valerie Malone
- Joe E. Tata - Nat Bussichio
- Hilary Swank - Carly Reynolds
- Vincent Young - Noah Hunter
- Myles Jeffrey - Zach Reynolds
- Katherine Cannon - Felice Martin
- Angel Boris - Emma Bennett
- Fatima Lowe - Terri Spar
- George DelHoyo - Dr. Monahan